# Laura Laprida
Laura Laprida Fernández (Pilar, 12 marzo 1990) è un'attrice, modella e radiologa argentina, conosciuta principalmente per la sua recitazione nella figura di Paula nella serie drammatica Historia de un clan emessa su Telefe e secondariamente per essere la figlia di María Eugenia Fernández Rousse, una delle Trillizas de Oro.

## Carriera
Ha cominciato la sua carriera professionale lavorando come modella all'età dei 15 anni, realizzando diverse pubblicità, sfilate e che l'hanno portata girare per il mondo, con il fine di avviare una carriera promettente come attrice. La sua carriera come attrice invece inizia come protagonista del cortometraggio Darío (...) María  nel 2008 diretto da Lucas Santa Ana. Poco dopo, ha debuttato in televisione nella terza stagione della serie giovanile Teen Angels in onda su Telefe e creata da Cris Morena, che dopo l'ha chiamata a far parte del cast della serie Jake & Blake (2009-2010)  in onda su Disney Channel, nei panni di Marina. Dopo una pausa, Laura ha partecipato ad alcuni episodi della serie Solamente vos (2013) interpretando Florencia in onda su El trece.
Dopo la sua recitazione nella serie Historia de un clan (2015) in onda su Telefe, ha cominciato ad avere una certa fama, dovuta a una scena di sesso svolta insieme all'attoreChino Darín . Nel 2016, Laprida è stata chiamata da Pol-ka Producciones per unirsi al cast della telenovela  Los ricos no piden permiso in onda su El trece, dove ha interpretato un personaggio di cui si innamora Juan Domingo personaggio interpretato da Nicolás Riera.
Nel 2017, è stata chiamata a prendere parte al cast di Golpe al corazón storia creata da Quique Estevanez e emessa su Telefe, lì ha interpretato il personaggio di Evelina Mansilla, una studentessa universitaria. Inoltre sempre nel 2017, realizza lacio cinematografico con il film Mama se fue de viaje, dove ha interpretato alla moglie di Di Caprio, personaggio interpretato da Martín Piroyansky.
Il suo seguente film, è stato il lungometraggio Perdida in onda nel 2018. Inoltre ha preso parte alla realizzazione di uno dei capitoli di Rizhoma Hotel  trasmesso su Telefe. È stata una delle protagoniste della serie Millennials in onda su Net TV dove ha condiviso il cast con Nicolás Riera, Matías Mayer, Johanna Francella, Juan Manuel Guilera e Noelia Marzol. Nel 2019 interpreta a Micaela Valente in Campanas en la noche, il thriller in onda su Telefe.

## Filmografia

### Cinema
- Darío (...) María, regia di Lucas Santa Ana - cortometraggio (2008)
- Mama se fue de viaje, regia di Ariel Winograd (2017)
- Perdida, regia di Alejandro Montiel (2018)
- Rumbo al mar, regia di Ignacio Garassino (2019)
- Astrogauchos, regia di Matías Szulanski (2019)

### Televisione
- Jake & Blake - serie TV, 26 episodi (2009-2010)
- Solamente vos - serie TV (2013)
- Historia de un clan - miniserie TV, 5 puntate (2015)
- Los ricos no piden permiso - serie TV (2016)
- Golpe al corazón - serie TV (2017-2018)
- Rizhoma Hotel - serie TV (2018)
- Millennials - serie TV (2018-2019)
- Campanas en la noche - serie TV (2019)